# (37139) 2000 VH38
2000 في إتش 38 (ويعرف أيضًا باسم (37139) 2000 في إتش 38 وفق تسمية الكوكب الصغير) (بالإنجليزية: 2000 VH38)‏ هو كويكب ضمن حزام الكويكبات؛ وترتيبه 37139 من حيث الاكتشاف.
اكتُشف هذا الجُرم الفلكي بواسطة William Kwong Yu Yeung ‏ في 1 نوفمبر 2000.

## وصلات خارجية
- (37139) 2000 VH38 في قاعدة بيانات مختبر الدفع النفاث لأجرام النظام الشمسي الصغيرة

- الاكتشاف · مخطط المدار ·  العناصر المدارية · المعلمات المادية

- (37139) 2000 VH38 على موقع ويكي سكاي: DSS2, SDSS, GALEX, IRAS, Hydrogen α, X-Ray, Astrophoto, Sky Map, Articles and images